# Joan Carreras i Goicoechea
Joan Carreras i Goicoechea (Barcelona, 1962) é um jornalista, escritor e roteirista de televisão, em catalão.
Ele é um associado da Escola de Comunicação da Blanquerna, Barcelona, onde ele ensina o professor de jornalismo digital. Ele trabalhou por uma década, em Corporació Catalana de Mitjans Audiovisuals, onde foi diretor de Canal 33 e um dos responsáveis pela criação do programa Info-K. Ele experimentou com novos formatos e narrativas digitais.

## Trabalho publicado

### Coleções de histórias
- 1990 — Les oques van descalces (Quaderns Crema)
- 1993 — La bassa del gripau (Quaderns Crema)

### Romance
- 1998 — La gran nevada (Empúries)[1]
- 2003 — Qui va matar el Floquet de Neu (Empúries)
- 2009 — L'home d'origami (Amsterdam)[2]
- 2012 — Carretera secundària (Proa)[3]
- 2013 — Cafè Barcelona (Proa)
- 2015 — L'àguila negra

## Prêmios e Reconhecimentos
- 2012 - Prêmios Literaris de Cadaqués - Carles Rahola de periodisme. Postals de la nostàlgia des de Cadaqués
- 2014 - Prêmio Ciudad de Barcelona de literatura catalana por Cafè Barcelona
- 2014 - Prêmio Sant Jordi de romance por L'àguila negra